# Spectinomycin
Spectinomycin ist ein Aminoglykosid-Antibiotikum aus Streptomyceten (Streptomyces spectabilis).

## Geschichte
Spectinomycin wurde 1961 unabhängig voneinander von den Firmen Upjohn (als Trobicin) und Abbott (als Actinospectacin) gefunden.

## Mechanismus
Die biologische Aktivität von Spectinomycin beruht auf der Hemmung der Proteinsynthese an den Ribosomen. Es bindet an die 30S-Ribosomenuntereinheit und hemmt in Bakterien die Proteinbiosynthese. Spectinomycin wirkt gegen grampositive und gramnegative Bakterien und wird oft dann eingesetzt, wenn penicillinresistente Keime bekämpft werden sollen.
Mutationen in der 16S-rRNA und dem S5-Protein der 30S-Ribosomenuntereinheit, können zu einer Resistenz gegenüber Spectinomycin führen.

## Anwendungen
Es wird injiziert zur Behandlung von Gonorrhö, besonders bei Patienten, die allergisch auf Penicillin reagieren.
Ferner findet es in der Molekularbiologie Anwendung in Selektionsmedien.

## Nebenwirkungen
Als Nebenwirkungen können Juckreiz, Schüttelfrost und Rötungen auftreten.